# Peine de mort au Botswana
La peine de mort au Botswana est appliquée régulièrement. En pratique, il s'agit toujours de condamnation à la pendaison pour meurtre. Le Botswana est avec le Japon, les États-Unis, Singapour et Taiwan l'une des seules démocraties libérales à appliquer la peine de mort.

## Procédure
Selon la loi, la peine de mort est le châtiment obligatoire pour meurtre sauf « si l'opinion de la Cour est qu'il existe des circonstances atténuantes ». De ce fait, la condamnation à mort est en fait une possibilité laissée à la discrétion du seul tribunal, qui siège à juge unique.
Une fois condamné à mort, le détenu ne peut effectuer qu'un seul recours judiciaire devant la cour d'appel, qui met quelques mois à statuer.
Si la sentence est confirmée, le Président est alors le dernier rempart pouvant commuer la peine ou ordonner l'exécution, décision qu'il prend après avis d'un comité consultatif.
Les condamnés sont avertis au moins 24 heures avant l'exécution mais leur famille n'est avertie qu'après.

## Exécutions
47 condamnés à mort dont trois femmes ont été exécutés au Botswana depuis l'indépendance du pays en 1966, dont aucun entre 1988 et 1995. Le Botswana a repris les exécutions le 26 août 1995, date à laquelle quatre personnes ont été exécutées. Il y eut ensuite une exécution en 1998, une en 2001 et quatre en 2003. En 2001, le Botswana a été mis sous les projecteurs de la presse internationale en exécutant Mariette Bosch, une Sud-africaine blanche.

### Exécutions depuis 2001
| Criminel                  | Date              | Méthode(s) | Crime(s)                                                                 | Présidence        |
| ------------------------- | ----------------- | ---------- | ------------------------------------------------------------------------ | ----------------- |
| Marietta Bosch            | 31 mars 2001      | Pendaison  | Meurtre en 1996 de la femme de son amant.                                | Festus Mogae      |
| Lehlohonolo Kobedi        | 18 juillet 2003   | Pendaison  | Meurtre en 1998 d'un policier lors d'un braquage.                        | Festus Mogae      |
| Douglas Simon             | 19 septembre 2003 | Pendaison  | Meurtre en 2000 d'un homme en l’empoisonnant.                            | Festus Mogae      |
| Joseph Mokhobo            | 19 septembre 2003 | Pendaison  | Meurtre en 1999.                                                         | Festus Mogae      |
| Gouwane Tsae              | 19 septembre 2003 | Pendaison  | Meurtre en 2000.                                                         | Festus Mogae      |
| Oteng Ping                | 7 avril 2006      | Pendaison  | Meurtre en 2001 de son ex-petite amie et de son fils de six ans.         | Festus Mogae      |
| Sepeni Popo               | 8 novembre 2007   | Pendaison  | Meurtre en 2004 d'une jeune femme.                                       | Festus Mogae      |
| Kedisaletse Tsobane       | 19 septembre 2008 | Pendaison  | Meurtre en 2004 de sa fille de dix ans en l'étranglant.                  | Seretse Ian Khama |
| Gerard Dube               | 18 décembre 2009  | Pendaison  | Meurtre en 2001 de son employeur, de sa domestique et de deux enfants.   | Seretse Ian Khama |
| Modise Fly                | 24 mars 2010      | Pendaison  | Meurtre en 2006 de son fils de deux ans avec une hache.                  | Seretse Ian Khama |
| Zibani Thamo              | 31 janvier 2012   | Pendaison  | Meurtre en 2007 d'une jeune femme après l'avoir démembrée.               | Seretse Ian Khama |
| Gatlhalosamang Gaboakelwe | /                 | Pendaison  | /                                                                        | Seretse Ian Khama |
| Orelesitse Modise         | 27 mai 2013       | Pendaison  | Meurtre en 2008 d'une famille de six personnes dont un bébé de six mois. | Seretse Ian Khama |
| Patrick Gabaakanye        | 25 mai 2016       | Pendaison  | Meurtre en 2014 d'un retraité.                                           | Seretse Ian Khama |
| Joseph Tselayarona        | 17 février 2018   | Pendaison  | Meurtre en 2010 de sa petite amie et de son fils de trois ans.           | Seretse Ian Khama |
| Uyapo Poloko              | 25 mai 2018       | Pendaison  | Meurtre en 2010 d'un homme lors d'un braquage.                           | Mokgweetsi Masisi |
| Mooketsi Kgosibodiba      | 2 décembre 2019   | Pendaison  | Meurtre en 2012 de son employeur.                                        | Mokgweetsi Masisi |
| Mmika Mpe                 | 21 février 2020   | Pendaison  | Meurtre en 2014 d'une fermière.                                          | Mokgweetsi Masisi |
| Moabi Mabiletsa           | 28 mars 2020      | Pendaison  | Meurtre en 2014 d'un chauffeur de taxi.                                  | Mokgweetsi Masisi |
| Matshidiso Boikanyo       | 28 mars 2020      | Pendaison  | Meurtre en 2014 d'un chauffeur de taxi.                                  | Mokgweetsi Masisi |
| Wedu Mosalagae            | 9 février 2021    | Pendaison  | Meurtre en 2019.                                                         | Mokgweetsi Masisi |
| Kutlo Setima              | 9 février 2021    | Pendaison  | Meurtre en 2019.                                                         | Mokgweetsi Masisi |